# Лилиан Глас
Д-р Лилиан Глас (на английски: Lillian Glass) е американска писателка на книги за самопомощ, експерт по комуникация, човешко поведение и език на тялото, съдебен експерт и медиатор.

## Биография
Лилиан Глас е родена на 21 юли 1952 г. в Маями, Флорида, САЩ. Получава бакалавърска степен по логопедия в Университета „Брадли“. Докато учи в университета е обявена за топ 10 на най-красивите колежанки от списание „Glamour“. Завършва Университета на Мичиган с магистърска степен по логопедия. На 24 години получава докторска степен по комуникативни разстройства на пациенти с краниофациална аномалия в Университета на Минесота и е наградена със стипендия на Фондация „Буш“. Специализира в комуникативните разстройства с акцент върху говора и слуха, и връзката им в клиничната генетика, за което има публикации в професионалните списания.
Получава докторска степен по медицинска генетика в Института по медицина към Университета на Калифорния в Лос Анджелис. Става доцент към Университета на Южна Калифорния. Прави изследвания на тема говорни и слухови проблеми на пациенти с различни генетични заболявания, включително и тези с неврологични и скелетни проблеми. Открива наличието на гласови модели при пациенти с неврофиброматоза и генетичен синдром, включващ глухота и стоматологична аномалия, наречено синдром „Глас-Горлин“.
Лилиан Глас учредява частна практика в Бевърли Хилс, където консултира филмови звезди или пациенти с говорни и слухови затруднения. Един от първите ѝ пациенти е актьорът Дъстин Хофман, когото обучава да говори като жена за филма „Тутси“. Един от най-успешните ѝ пациенти е глухата актриса Марли Матлин, която е трябвало да говори за пръв път публично на церемонията за наградите „Оскар“.
През 2013 г. получава сертификат по медиация във Факултета по право на Университета „Пепърдайн“.
Лилиан Глас живее със семейството си в Бевърли Хилс и в Ню Йорк.

## Творчество
Първата ѝ книга „How to Deprogram Your Valley Girl“ е публикувана през 1982 г., но става световноизвестна с книгата си „Отровните хора“ от 1995, която е преведена на почти всички езици. Понятието „отровни хора“ става използван терминологичен термин. През 2012 г. е публикувана много популярната ѝ книга „Отровните мъже“.
Глас публикува и като колумнист в „Космополитън“, има постоянни участия в различни медии, като специалист по „езика на тялото“. Води собствен популярен блог – „Dr. Lillian Glass Body Language Blog“.